# Haplochromis xanthopteryx
Espèce
Synonymes
- Lithochromis xanthopteryx Seehausen & Bouton, 1998

Statut de conservation UICN

 VU D2 : Vulnérable
Haplochromis xanthopteryx est une espèce de poissons de la famille des Cichlidés. Elle est endémique du golfe Mwanza dans le sud du lac Victoria en Tanzanie.